# Etičke teorije

## Etičke teorije
Svaka podjela etike je uvjetna pa tako i ona koja se odnosi na stajališta uz koja moralni prosuditelj pristaje, a najčešća podjela stajališta je na tri vrste:
1. Teleološke teorije
2. Deontološke teorije
3. Etika vrline

### Teleološke teorije
(lat. telos – svrha) su popularne u suvremenom društvu. Prema ovoj teoriji osnovni i krajnji kriterij ili standard za nešto moralno ispravno, pogrešno, obvezujuće itd. jest izvanmoralna vrijednost koja je stvorena. One polaze od stava da su etički ispravne one odluke koje proizvode najbolje posljedice. U takvom razmatranju postoje varijacije na temu teleologije. Tako teleolozi hedonističkih uvjerenja poistovjećuju dobro s užitkom, a zlo s boli pa je prema tome ispravno djelovanje ono koje proizvodi veliku prevagu užitka nad boli. Međutim, nisu svi teleolozi hedonisti. Postoje i oni koji dobro poistovjećuju s moći, znanjem, samoostvarenjem, savršenstvom te prema dobru kao takvom usmjeravaju svoje djelovanje. Zajednička osobina svih teleologa jest da pred vlastito djelovanje stavljaju svrhu, odnosno cilj te bi se za njih uvjetno moglo kazati da su im rezultati više vrijedni od sredstava. Naglasak se stavlja na ovo „uvjetno“. Najpoznatija teleološka teorija je konsekvencijalizam, koji za etički ispravno uzima posljedice koje neko djelovanje donosi. 

### Deontološke teorije
(lat. deon – dužnost) niječu ono što teleološke potvrđuju. One stavljaju naglasak na postupanje po principu ili prema određenim univerzalnim moralnim vrijednostima bez obzira na dobre i loše posljedice tih postupanja. Najpoznatiji deontolog je Kant, a njegov je osnovni moralni princip kategorički imperativ zasnovan na moralnim pravilima koja bi se trebala univerzalno primjenjivati i koja bi trebala poštovati dostojanstvo ljudi. Deontologe ne zanima korisnost posljedica, oni naglasak stavljaju na posvećenost principima. Prema ljudima se, po Kantu uvijek treba odnositi s poštovanjem i nikada ih se ne smije upotrijebiti kao sredstvo. Deontolozima su, kao što vidimo, uvjetno kazano vredniji motivi i sredstva od rezultata samog djelovanja. Zajednička osobina deontologa i teleologa je činjenica da se i jedni i drugi upravljaju na ono što bi trebalo raditi, a ne prvenstveno na to kakva bi osoba trebala biti.

### Etika vrline
usmjerena je na to kakva bi karaktera trebali biti. Stare je Grke više zanimala izgradnja karaktera (kvaliteta osobe) nego teorija moralnog ponašanja. Platon i Aristotel su smatrali da je stjecanje vrline ključ moralnosti. Nedostatak ove teorije je taj što joj nedostaje praktičnog elementa, tj. situacijskog prosuđivanja pa bi ova teorija bila kompletna tek ako se poveže s telosom.